# Il libro di sabbia
Il libro di sabbia è una raccolta di racconti di Jorge Luis Borges apparsa nel 1975.

## Edizioni italiane
- trad. Livio Bacchi Wilcock, Milano, Rizzoli, 1977.
- trad. Ilide Carmignani, Milano: Adelphi, 2004, ISBN 978-88-459-1841-4.